# 第142師団 (日本軍)
第142師団（だいひゃくよんじゅうにしだん）は、大日本帝国陸軍の師団の一つ。
大東亜戦争（太平洋戦争・第二次世界大戦）の末期、1945年（昭和20年）1月20日に帝国陸海軍作戦計画大綱が策定された結果、本土決戦に備えるべく急造が決定した54個師団の一つであり、そのうちの第一次兵備として2月28日に編成が命じられた16個の沿岸配備師団の一つである。

## 沿革
第142師団は、宮城県仙台市で編成され、第11方面軍の戦闘序列に編入された。
本師団の本営は、宮城県黒川郡吉岡町（現・大和町）に在って、仙台湾から石巻湾にかけての宮城県沿岸部の防衛を任務とし、大本営呼称沿岸配備師団として防衛陣地構築等本土決戦（陸軍省コードネーム決号作戦、米軍コードネームコロネット作戦）に備えていた。

ところが同年8月15日、第42代内閣総理大臣鈴木貫太郎がポツダム宣言を受諾して帝国陸海軍は降伏。これを受けて本師団は武装解除となり、当初の設立目的だった本土決戦で活躍することなく、その任務を終えた。

## 師団概要

### 歴代師団長
- 寺垣忠雄 中将：1945年（昭和20年）4月1日 - 1945年8月25日[1]
- 小泉恭次 予備役中将：1945年（昭和20年）8月25日[1] -

### 参謀長
- 山之口甫 中佐：1945年（昭和20年）4月1日 - 終戦[2]

### 最終所属部隊
- 歩兵第405連隊（仙台）：平沢喜一大佐
- 歩兵第406連隊（山形）：太田軍蔵大佐
- 歩兵第407連隊（若松）：坂元宗治郎大佐
- 歩兵第408連隊（仙台）：鈴木忠大佐
- 第142師団速射砲隊
- 第142師団噴進砲隊
- 第142師団輜重隊
- 第142師団通信隊
- 第142師団兵器勤務隊
- 第142師団野戦病院